# Heriades burgeoni
Heriades burgeoni là một loài Hymenoptera trong họ Megachilidae. Loài này được Benoist mô tả khoa học năm 1931.